# 果乐乡
果乐乡，是中华人民共和国广西壮族自治区百色市靖西市下辖的一个乡镇级行政单位。

## 行政区划
果乐乡下辖以下地区：
自强村、大有村、大会村、果乐村、大偕村、大根村、仰化村、连境村、大叭村、义用村、和温村、交怀村和亮卜村。